# Clotho

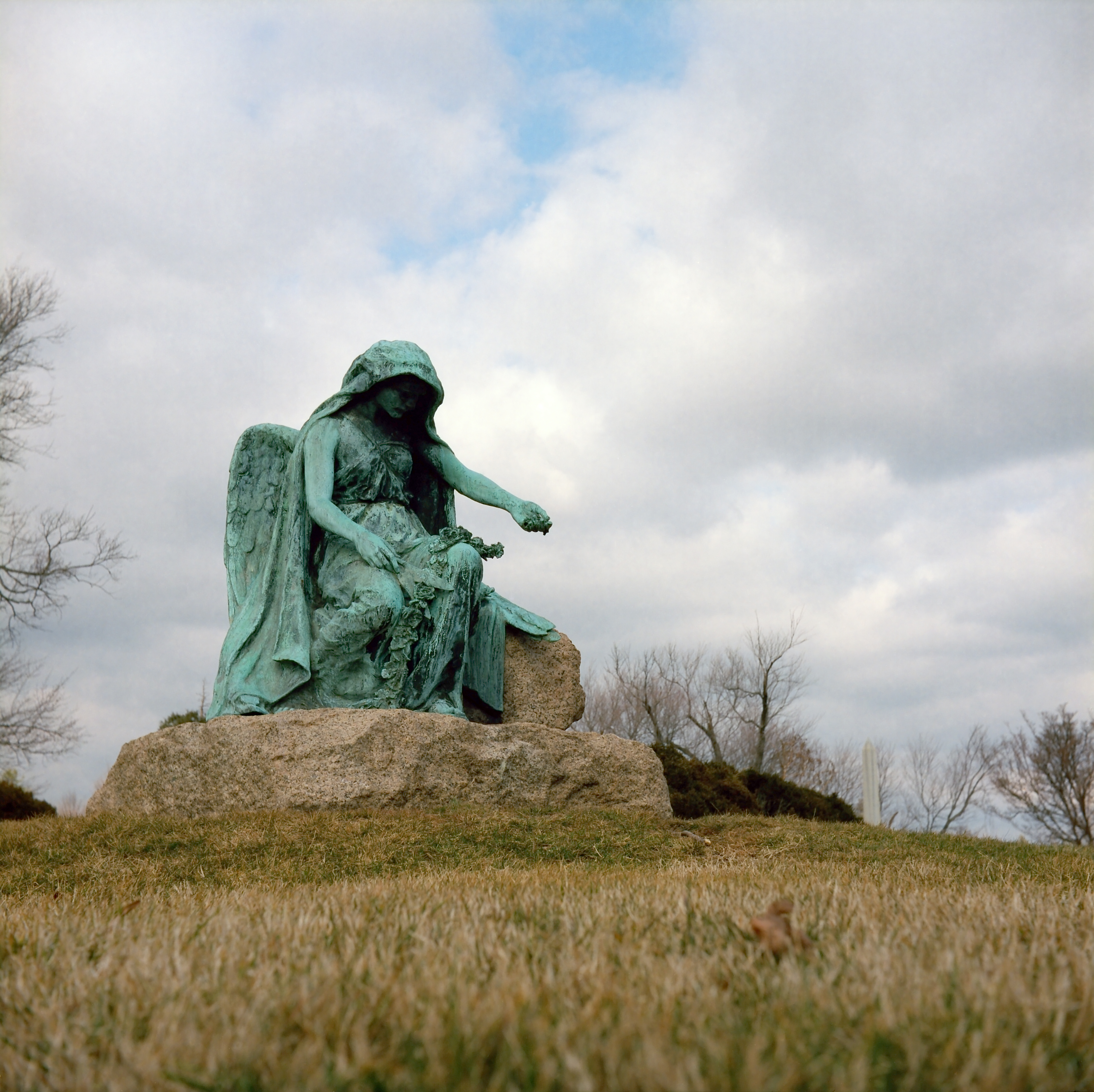
Statue du cimetière Druid Ridge, vers Baltimore (Maryland, USA) représentant la Moira Clotho.

Clotho (grec ancien Κλωθώ) est une figure mythologique. Elle est la benjamine des trois Moires, celle qui tisse le fil de la vie ; les deux autres tirent (Lachésis) et découpent (Atropos) dans la mythologie grecque antique. Son homologue romaine, parmi les Parques, est Nona.
Elle prend également part à des décisions importantes : c'est à elle que revient le choix de la date de naissance de chacun. Outre ce pouvoir sur les naissances, il lui appartient aussi de décider si les dieux ou les mortels méritent la vie sauve ou la mort. Ainsi, Clotho ramène Pélops, sacrifié par son père Tantale, à la vie.
À l'instar de ses sœurs, Clotho joue un rôle prépondérant dans la mythologie grecque. Avec ses sœurs et Hermès, on lui attribue la création de l'alphabet à destination des humains. Vénérées comme des déesses à part entière, c'est dans leur représentation du destin que Clotho et ses sœurs jouent un rôle central dans la mythologie. Le fil représente la vie humaine et ses décisions influaient sur le sort de tous les membres de la société.

## Origine
Selon Hésiode et sa Théogonie, Clotho et ses sœurs (Atropos et Lachésis) sont les filles d'Érèbe (Ténèbres) et de Nyx (Nuit), bien que plus loin, dans le même ouvrage (ll. 901-906), on attribue leur naissance aux amours entre Zeus et Thémis.
Clotho est également mentionnée dans le dixième livre de la République de Platon comme la fille de la Nécessité.
Dans la mythologie romaine, on croyait qu'elle était la fille du dieu du ciel Uranus et de la déesse de la terre Tellus.

### L'épaule d'ivoire
Déesse présidant au destin, Clotho apporte son aide à Hermès dans la création de l'alphabet, oblige la déesse Aphrodite à faire l'amour avec d'autres dieux, affaiblit le monstre Typhon avec des fruits empoisonnés, persuade Zeus de tuer Asclépios avec un éclair et soutient les dieux lors de la gigantomachie en tuant Agrios et Thoas à l'aide de massues de bronze. Clotho a également utilisé ses pouvoirs vitaux dans le mythe de Tantale, l'homme qui tua et servit son fils Pélops en guise de repas pour les dieux. Lorsque les dieux eurent découvert l'ignominie de Tantale, ils placèrent les restes de Pélops dans un chaudron. Clotho le ramena à la vie, à l'exception d'une épaule mangée par Déméter et remplacée par un bloc d'ivoire.
En tant que sœur de la destinée, Clotho était vénérée dans de nombreux endroits en Grèce et on l'associe parfois aux Kéres (Κῆρες) et aux Érinyes, qui sont d'autres groupes de divinités grecques.
Ariane, déesse grecque de la fertilité, s'assimile à Clotho en ce sens qu'elle porte une pelote de fil, un peu comme le fuseau de Clotho.

### Les Moires piégées par la ruse
Clotho, avec ses sœurs, a été amenée à s'enivrer par Alceste. Alceste, mère de deux enfants avec Admète, était affligée de voir son mari tomber très malade jusqu'à trépas. Alceste utilisa alors l'ivresse de Clotho pour tenter de récupérer son mari. Les Trois Moires expliquèrent qu'en échange de quelqu'un pour prendre sa place, Admète pourrait être libéré des Enfers. Aucun remplaçant ne fut trouvé alors Alceste se proposa en échange de la résurrection de son mari. Comme l'accord avait été respecté, Alceste commença rapidement à tomber malade et périt alors qu'Admète revenait à la vie. Au dernier instant, Héraclès arriva chez Admète. Lorsque Thanatos vint emmener Alceste, Héraclès le combattit et le força à libérer Alceste de son emprise, permettant à Admète et Alceste d'être réunis.

### La chasse au sanglier de Calydon
Bien que la mythologie grecque ne semble pas offrir de récit épique où les Moires seraient le centre d'intérêt, les trois sœurs de la destinée ont joué un rôle essentiel dans la vie des dieux et des mortels. On peut ainsi citer le mythe de Méléagre et la bûche du destin, que William H.D. Rouse décrit dans Gods, Heroes and Men of Ancient Greece.
Méléagre mena une partie de chasse en vue de terrasser le sanglier lâché sur Calydon par Artémis. La déesse de la chasse tenait rigueur au roi de Calydon, Œnée, pour avoir négligé de lui accorder un sacrifice approprié. Après avoir tué le sanglier, Méléagre présenta la peau à Atalante, une femme dont il s'était épris. Ses oncles faisaient également partie du groupe d'aventuriers et ils se trouvèrent fort vexés du cadeau de leur neveu Méléagre offert à Atalante, pensant qu'une femme ne devait pas avoir les honneurs d'une telle pelure. À la suite de ce désaccord, Méléagre vint à tuer ses oncles maternels. Althée, sa mère, se courrouça tant qu'elle jura de se venger de lui. Elle se souvint d'une visite que les Moires leur avaient rendue une semaine après la naissance de Méléagre. Une Moire expliqua à Althée que la vie de son fils expirerait lorsque la bûche ardente dans la cheminée cesserait de s'enflammer. Althée se précipita d'éteindre les flammes, retira la bûche du foyer et la cacha à l'abri. Dans sa rage face à la perte de ses frères, elle alluma la bûche pour punir Méléagre. Alors que la bûche fut entièrement consumée, Méléagre périt dans les flammes.